# Mesotermes heros
Mesotermes heros là một loài côn trùng trong họ Mesochrysopidae thuộc bộ Neuroptera. Loài này được Hagen miêu tả năm 1862.